# Michael Stearns
Pour les articles homonymes, voir Stearns.
Michael Stearns, né le 16 octobre 1948 à Tucson (Arizona), est un musicien américain, pionnier de la musique électronique dans les années 1970, compositeur de musique ambient et de musiques de films, notamment celle des films Chronos (1984), Baraka (1992) et Samsara (2011).

## Biographie
Michael Stearns, naît le 16 octobre 1948 à Tucson (Arizona), où il grandit.
Il commence sa carrière musicale dans des groupes de surf rock et d'acid rock dans les années 1960. Il mène également de premières expérimentations sonores dans la même période.
En 1972, il crée un studio à Tucson pour produire sa propre musique et réalise essentiellement de la musique de publicités.
En 1975, cherchant un public pour la musique expérimentale qu'il souhaite développer, il rejoint le Continuum Studio d'Emily Conrad, à Los Angeles, où il devient musicien résident. Le Continuum est une méditation à base de mouvements, apparentée au yoga. Pour accompagner ces séances, Stearns interprète ou improvise des instrumentaux utilisant un minimoog, des voix, des bandes enregistrées, puis d'autres synthétiseurs tels que le synthétiseur modulaire Serge.
En 1977, Michael Stearns fonde son propre label, Continuum Montage, avec sa compagne d'alors, Susan Harper. Il commence alors à publier des albums solos, ce qui le place parmi les pionniers de la musique électronique aux États-Unis, et juste derrière les pionniers européens tels que Klaus Schulze, Edgar Froese ou Richard Pinhas.
Au début des années 1980, Michael Stearns travaille pendant deux ans avec le compositeur Maurice Jarre,,.
Dans la suite des années 1980, sa musique est ré-employée pour des documentaires, et Stearns vient à être sollicité directement pour composer des musiques de films : ainsi Chronos (film IMAX de Ron Fricke) sera sa première véritable bande originale de film. Elle sera suivie de nombreux autres travaux sur des bandes sonores de film, en tant que concepteur sonore ou compositeur de musique, la plus connue étant la musique du film Baraka (1992), où les morceaux de Stearns côtoient des œuvres de Dead Can Dance et David Hykes. 
En 1997, un extrait de son album Encounter (paru en 1988) est utilisé en arrière-plan sonore dans le film Titanic,. 
Michael Stearns compose également la musique du film Samsara (2011), qui, comme Chronos et Baraka est un film documentaire sans commentaire, porté uniquement par ses images et la musique.
En 2015, il réalise la musique du film canadien She Sings to the Stars, et en 2018 celle d'Alpha, avec Joseph S. DeBeasi. En 2020, il réalise la musique du film collaboratif suisse Switzerlanders, de Michael Steiner, inspiré de l'idée de Life in a Day lancée en 2010 par Ridley Scott,.
Ses albums emblématiques restent ses projets solos des années 1980, marqués par le thème de l'espace : Planetary Unfolding (1981), considéré comme un « classique » du genre ambient,,,, ou Encounter (1988) . La production de Stearns au cours des années 1990 a été influencée par la musique des indiens d'Amérique (Singing Stones, Kiva...), moins évidente pour un public européen. Elle est également plus focalisée sur les musiques de films ou de documentaires (Sacred Sites, Spirits of the Voyage, The Middle of Time, The Storm...).
Michael Stearns vit depuis 1992 au Nouveau-Mexique, où il a construit son dernier studio, The Guesthouse.

## Style musical
Ses premiers albums sont marqués par les sonorités tourbillonantes du Serge Modular Synthesizer (Lyra, Planetary Unfolding, etc.). La musique de Michael Stearns évolue ensuite vers un son plus profond et des nappes de synthétiseur plus lisses, dans la veine de Steve Roach, comme sur Encounter ou Middle of Time.
De façon générale, sa musique est plus « climatique » que « mélodique ». Elle est néanmoins marquée de temps à autre par de grands thèmes grandiloquents, typique des musiques de film. Michael Stearns insère également de nombreux effets sonores (parfois impressionnants) dans sa musique, de même que des sons d'ambiance en relation avec les thèmes des morceaux.

## Discographie
- Albums solos
  - Desert Moon Walk  (1977) Continuum Montage
  - Ancient Leaves   (1978) Continuum Montage
  - Sustaining Cylinders  (1978) Continuum Montage
  - Morning Jewel  (1979) Continuum Montage
  - Planetary Unfolding  (1981) Continuum Montage
  - Light Play  (1983) Continuum Montage
  - Lyra Sound Constellation  (1983) Continuum Montage
  - M'ocean  (1984) Sonic Atmospheres
  - Plunge  (1986) Sonic Atmospheres
  - Floating Whispers  (1987) Sonic Atmospheres
  - Encounter  (1988) Hearts of Space
  - Sacred Site  (1993) Hearts of Space
  - The Lost World  (1995) Fathom/Hearts of Space
  - The Light in the Trees  (1996) amplexus
  - Collected Ambient and Textural Works 1977-1987  (1996) Fathom/Hearts of Space
  - Collected Thematic Works 1977-1987  (1996) Fathom/Hearts of Space
  - Within  (2000) Earth Turtle
  - The Storm  (2001) Spotted Peccary
  - Beyond Chaos (2024)  Earth Turtle

- Bandes originales de films et documentaires
  - Chronos  (1984) Sonic Atmosphères
  - Baraka  (1992) Milan
  - Spirits of the Voyage  (2000) Earth Turtle
  - The Middle of Time  (2000) Earth Turtle
  - Samsara (2011) Varese Sarabande
  - Alpha, avec Joseph S. DeBeasi (2018) Madison Gate Records

- Collaborations
  - Desert Solitaire (avec Steve Roach et Kevin Braheny)  (1989) Fortuna/Celestial Harmonies
  - Singing Stones (avec Ron Sunsinger)  (1994) Fathom/Hearts of Space
  - Kiva (avec Steve Roach et Ron Sunsinger)  (1995) Fathom/Hearts of Space
  - Sorcerer (avec Ron Sunsinger)  (2000) Spotted Peccary
  - Convergence (avec Erik Wøllo (en)) (2020) Projekt Records
  - Beyond Eath & Sky (avec Steve Roach) (2021)

- Compilations & autres
  - Dali, The Endless Enigma  (1990) Coriolis
  - Deep Space  (1994) Omni
  - Musique Mechanique  (1995) Celestial Harmonies
  - Storm of Drones  (1996) Sombient
  - Celestial Journey  (1996) Rising Star
  - Songs of the Spirit  (1997) Triloka
  - Trance Planet 4  (1998) Triloka
  - Soundscape Gallery 2  (1998) Lektronic Soundscapes

### Générales
- Biographie par Jason Ankeny sur Allmusic.com
- Biographie par Joy Traxler sur imdb.com
- Biographie sur progarchives.com
- Biographie sur le site She Sing to the Stars
- Discographie sur Musicbrainz.org

### Spécifiques
1. ↑  (en) Marius-Christian Burcea, « MICHAEL STEARNS: Soundscapes in the Key of Life », sur journeys-infinite, 3 juillet 2020 (consulté le 14 août 2020)
2. ↑  Ursula Michel, « Samsara: un autre documentaire est possible », sur Slate.fr, 1er avril 2013 (consulté le 14 août 2020)
3. ↑  (en) « Michael Stearns music, videos, stats, and photos », sur Last.fm (consulté le 31 mars 2021)
4. ↑  « Michael Stearns - Ancient Leaves », sur Light In The Attic Records (consulté le 14 août 2020)
5. ↑  « Michael Stearns », sur frogmen.info (consulté le 14 août 2020)
6. ↑  (en) « Michael Stearns - SHE SINGS TO THE STARS », sur shesingstothestars.com (consulté le 14 août 2020)
7. ↑  Michael Stearns - My Life and Work in the Land of Enchantment - NMPost Alliance https://www.youtube.com/watch?v=ha80fdxnzDI
8. ↑  « Ambient Visions Presents an Interview with Michael Stearns », sur www.ambientvisions.com (consulté le 14 août 2020)
9. ↑  Glenn Volkvord (traduction), « Entretien avec Glenn Volkvord, 2005 », sur Encounter, un blog sur Michael Stearns (consulté le 14 août 2020)
10. ↑  She Sings to the Stars (2015) - IMDb (lire en ligne)
11. ↑  « Le cinéma s’invite chez vous: le plus grand projet de film de Suisse », sur 20 Minuten (consulté le 14 août 2020)
12. ↑  (en) Keystone-SDA/swissinfo.ch/gw, « Film offering glimpse of ordinary Swiss lives now streaming in three languages », sur SWI swissinfo.ch (consulté le 14 août 2020)
13. ↑  « «Switzerlanders»: de la vacuité helvétique », Le Temps,‎ 19 mai 2020 (ISSN 1423-3967, lire en ligne, consulté le 14 août 2020)
14. ↑  « Best Top 25 Ambient Albums Of All Time October 2002 », sur web.archive.org, 17 octobre 2002 (consulté le 19 juin 2020) : « this album, first released in 1980, is often thought of as a classic of spacemusic »
15. ↑  « 25 Significant STAR'S END Albums », sur www.starsend.org (consulté le 19 juin 2020)
16. ↑  « cue-records.com - Michael Stearns », sur www.cue-records.com (consulté le 19 juin 2020) : « This is probably the ultimate spacemusic recording »
17. ↑  (en-US) « Michael Stearns – Planetary Unfolding, 1981 – Listen To This » (consulté le 19 juin 2020) : « A cosmic touchstone. Highly influential and ahead of its time. »
18. ↑  (en) « Essential albums: Michael Stearns », sur Ambient Music Guide (consulté le 19 juin 2020) : « Stearns [...] released what is arguably his masterpiece Encounter (1988) »